# 林駅 (岡山県)
林駅（はやしえき）は、かつて岡山県倉敷市林に存在した下津井電鉄の駅（廃駅）である。
1972年（昭和47年）4月1日、茶屋町駅から児島駅間の区間廃線に伴い、廃駅となった。かつてはここから尾原中央、黒谷を経て由加山までの同社バス路線が接続していた。

## 歴史
- 1913年（大正2年）11月11日：林駅が開業する。当初は停留場だった[1]。
  - 当時の所在地表示は岡山県児島郡郷内村大字林であった[2]。
- 1928年（昭和3年）2月6日：対向ホームと場内信号機を新設、行き違い可能駅となる[1]。
- 1959年（昭和34年）3月1日：郷内村（植松を除く）が児島市（第2次）に編入され、所在地表示が岡山県児島市林になる。
- 1967年（昭和42年）2月1日：倉敷市（第2次）成立に伴い、所在地表示が現行のものになる。
- 1969年度：駅員を委託化し、行き違い設備を廃止[1]。
- 1972年（昭和47年）4月1日：茶屋町 - 児島間が廃止される。それに伴い、林駅も廃止となる。
- 1974年（昭和49年）11月：倉敷市による茶屋町 - 児島間の自転車道の整備が完成する。

## 駅構造
相対式ホーム2面2線を持つ地上駅。下りホーム側に駅本屋と貨物側線を有していた。

### のりば
| のりば | 路線         | 方向 | 行先             |
| ------ | ------------ | ---- | ---------------- |
| 1      | 下津井電鉄線 | 下り | 児島・下津井方面 |
| 2      | 下津井電鉄線 | 上り | 茶屋町方面       |

## 廃止後
- 廃止区間（茶屋町 - 児島）は、自転車専用道として整備されている[3]。
- 2019年2月に「吉備の児島陸続き400年・瀬戸大橋開通30周年記念事業」実行委員会によって模擬駅名標が設置された[4]。

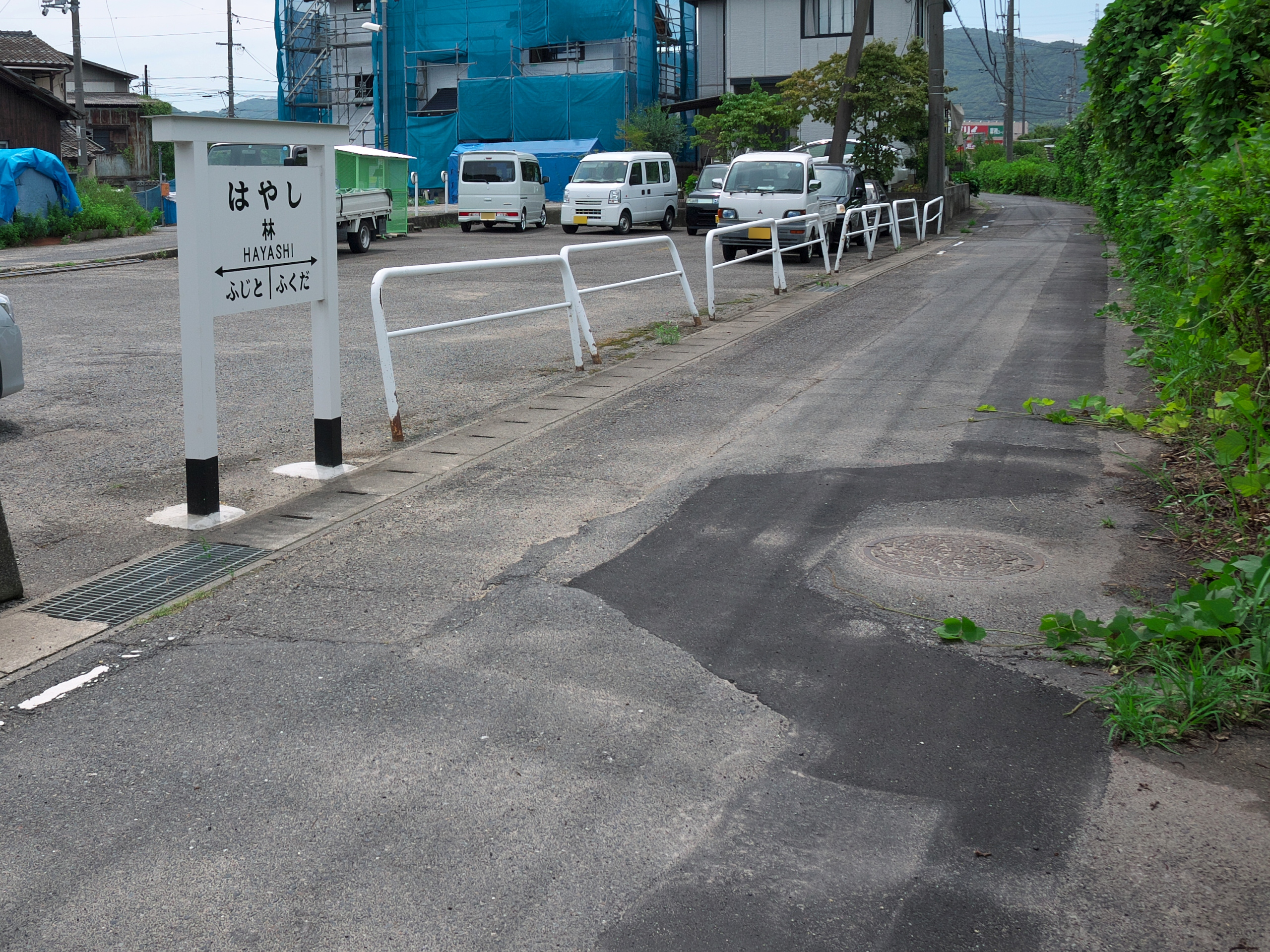
下津井方面（2019年8月）
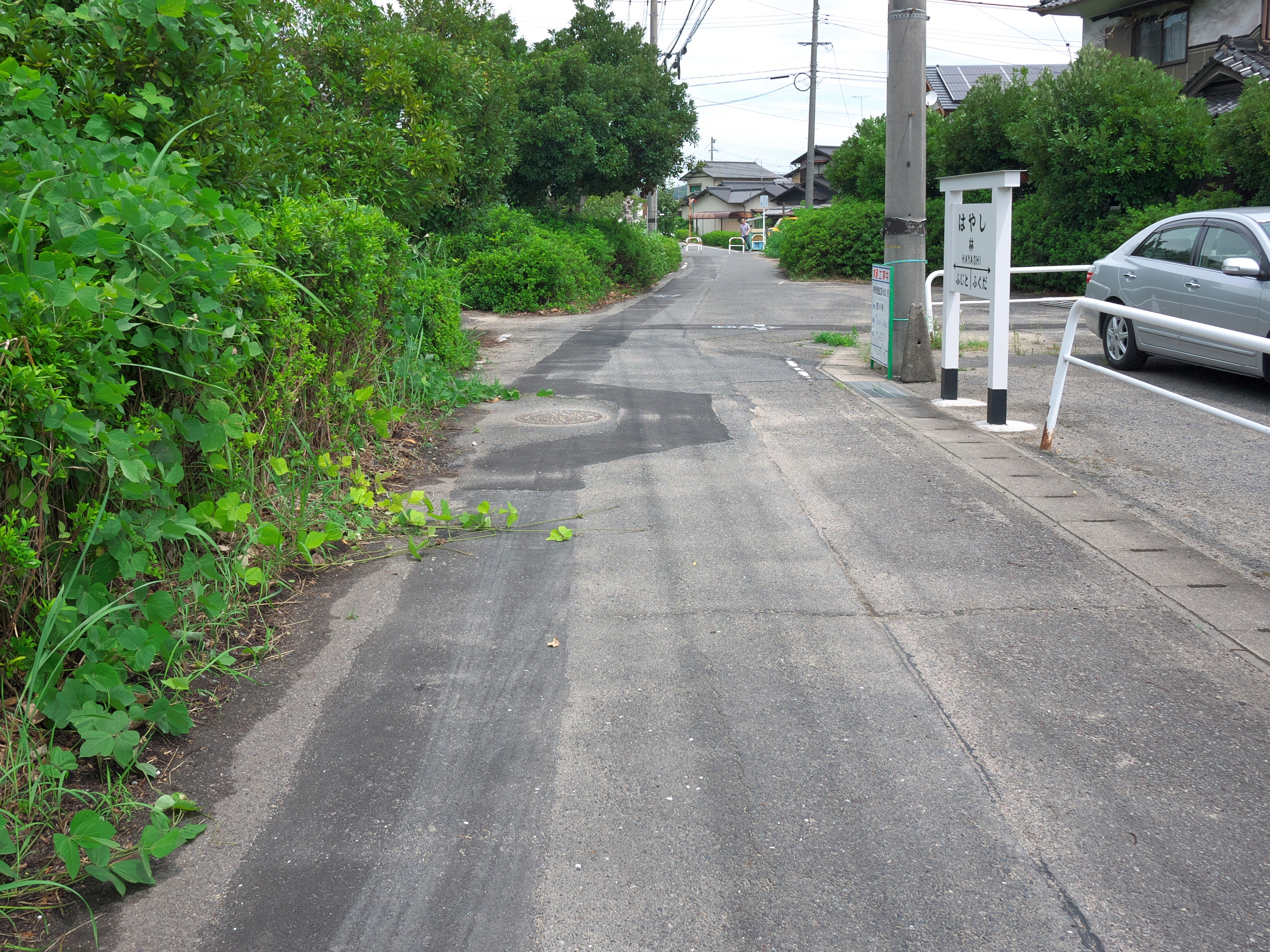
茶屋町方面（2019年8月）
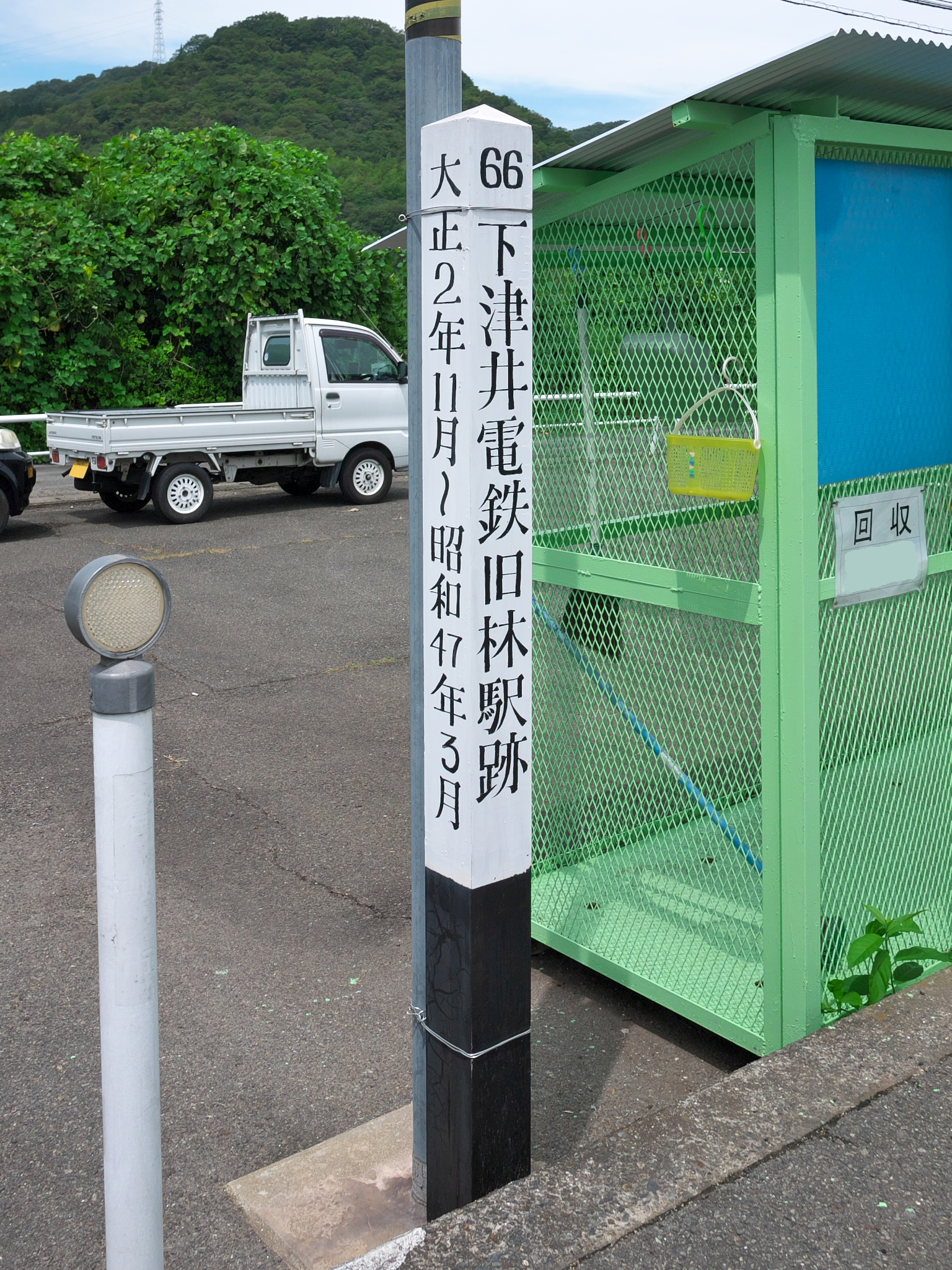
郷内歴史保存会によって設置された標柱（2019年8月）

## 隣の駅
下津井電鉄
下津井電鉄線
福田駅 - 林駅 - 藤戸駅